# Parkia decussata
Parkia decussata är en ärtväxtart som beskrevs av Adolpho Ducke. Parkia decussata ingår i släktet Parkia och familjen ärtväxter. Inga underarter finns listade i Catalogue of Life.